# SS Runic (1900)
SS Runic byl parník společnosti White Star Line vybudovaný v loděnicích Harland & Wolff v Belfastu. Na vodu byl spuštěn 25. října 1900. Měl jeden komín, čtyři stěžně a tři paluby. Sloužil na trase Liverpool - Sydney. V roce 1930 byl prodán Sevilla Whaling Company a přejmenován na New Sevilla. Během 2. světové války sloužil jako tanker. V roce 1940 byl napaden ponorkou U-138. Runic se potopil, 2 lidé zemřeli.